# Il tempo degli avvoltoi
Il tempo degli avvoltoi è un film del 1967, diretto da Nando Cicero.

## Trama
Un mandriano di nome Kitosch lavora per il proprietario terriero Don Jaime. Quando Kitosch viene scoperto con la moglie di Don Jaime, viene punito e crudelmente torturato. L'uomo riesce a fuggire dal ranch e, arrivato nella cittadina successiva, cerca di chiedere protezione allo sceriffo, poiché Don Jaime ha messo i suoi uomini sulle tracce di Kitosch, ma invece di ricevere aiuto, viene arrestato e imprigionato per essere consegnato agli uomini dell'influente proprietario terriero. Contemporaneamente, in città viene arrestato anche un ricercato di nome Joshua Tracy. Tuttavia, durante la perquisizione dell'uomo, agli assistenti dello sceriffo sfugge una pistola tascabile Derringer, che l'uomo usa poco dopo, uccidendo tutti gli uomini di legge della città e rilasciando anche l'unico prigioniero, Kitosch.
Kitosch ritiene di essere in debito con Tracy per questo gesto, e così lo segue e lo aiuta in alcune imprese criminali. A poco a poco diventa evidente che Tracy non è poi una persona così nobile, e nel suo comportamento emergono tratti sempre più sadici. Il suo obiettivo principale è vendicarsi dell'ex moglie e del suo nuovo amante Big John, che gli hanno rubato moglie e fortuna. Dopo che Tracy brucia viva la sua ex fidanzata, affetta da cecità, e crocifigge Big John sulla porta di casa sua, come gli aveva giurato tempo addietro, Kitosh non sta più dalla parte del suo liberatore. I due diventano sempre più ostili l'uno verso l'altro.
Kitosch, che vuole vendicarsi di Don Jaime, rapisce insieme a Tracy l'amante del ricco signore, chiedendo quindi un grosso riscatto, che Don Jaime accetta di pagare dopo diversi tentativi falliti di liberarla. Durante la consegna, Tracy vuole improvvisamente i soldi per sé e spara a Kitosch, che risponde al fuoco. Tracy muore per le ferite riportate. Don Jaime vuole consegnare il denaro a Kitosch, ma l'uomo gli rimette in mano i soldi del riscatto, esce dalla chiesa dove è avvenuta la consegna, monta a cavallo e se ne va. L'amante di Don Jaime scopre del sangue sulle mani del marito, che però non è ferito. I due si rendono conto troppo tardi che Kitosh è stato ferito. L'ultima inquadratura mostra l'uomo morente che si allontana a cavallo.